# Doliolomyia alactaga
Doliolomyia alactaga är en tvåvingeart som beskrevs av Henry J. Reinhard 1975. Doliolomyia alactaga ingår i släktet Doliolomyia och familjen parasitflugor. Inga underarter finns listade i Catalogue of Life.